# Wang Yuan (peintre)
Wang Yuan, surnom: Ruoshui, nom de pinceau: Danxuan, est un peintre chinois du XIVe siècle, originaire de Hangzhou (qui est la capitale de la province chinoise du Zhejiang). Ses dates de naissance et de décès ne sont pas connues, mais on sait qu'il est actif vers 1310-1350.

## Biographie
Ami et disciple de Zhao Mengfu, il est bien connu comme peintre de fleurs, d'oiseaux et de paysages. Pour ces derniers, il suit le style de Guo Xi, tandis que ses peintures de fleurs et d'oiseaux se rapprochent de celui de Huang Quan (peintre).

## Les oiseaux, les fleurs, les bambous, et les pruniers en fleurs
La peinture d'oiseaux-et-fleurs au début des Yuan connait, semble-t-il, un élan prometteur chez les peintres lettrés avec Qian Xuan, mais son style de fins-contours-et-couleurs attire peu de partisans. Parmi les disciples de Zhao Mengfu, quelques-uns tentent d'aborder ce thème selon les principes esthétiques de l'époque, c'est-à-dire en mêlant références aux anciens modèles et nouveaux traits stylistiques. Wang Yuan, qui étudie la peinture auprès de Zhao Mengfu, est l'un d'entre eux. Il a exécuté, dit-on, des peintures murales dans un palais et un temple bouddhique vers 1328; toutes ses œuvres datées encore existantes tournent autour des années 1340. Ce sont pour la plupart des pièces soigneusement construites, fondées sur un type de composition emprunté à la peinture du dixième siècle. Wang Yuan passe pour avoir imité Huang Quan, le maître de l'époque des Cinq Dynasties. Elles tendent à être un peu rigides, comme doit vraisemblablement l'être tout art revivaliste, et manquent de l'animation et du naturalisme de leurs anciens modèles.
Faisans et petit oiseau avec pêches et bambous daté de 1349, est une œuvre moins rigide que d'autres. La saison est le printemps, comme l'indiquent la floraison du pêcher et le ruisseau formé par les pluies printanières ou les neiges fondues. Le faisan, perché sur un rocher au bord de l'eau, lisse méticuleusement ses plumes; la femelle apparaît discrètement plus bas, la tête levée.Pour ce sujet riche en couleurs, le choix de Wang Yuan pour l'encre monochrome peut sembler inattendu; il reflète sans doute un désir de se distinguer des maîtres strictement professionnels, et de séduire le goût plus réservé des lettrés. Mais sous d'autres aspects, en particulier son exécution très soignée, le tableau suit les normes quasi professionnelles que Zhao Mengfu semble avoir encouragées chez ses successeurs, comme Tang Di dans la peinture de paysage et Ren Renfa pour les personnages et les chevaux.

## Musées
- Boston (Mus. of Fine Arts) :
  - Petit oiseaux sur une fine branche, peinture à l'encre, le poème est signé Yue Dai actif au XVIe siècle.
- New York: (Metropolitan Museum of Art):
  - Les cents fleurs, rouleau en longueur signé, couleurs sur soie.
- Pékin (Mus. du Palais):
  - Faisans  et petit oiseau avec pêches et bambous, rouleau mural, encre sur papier, daté 1349. 111,9x55,7 centimètres.
  - Magnolia en fleur, bambous et autres plantes, couleurs sur soie, signé.
  - Oiseaux jouant dans l'étang aux lotus, feuille d'album monté en rouleau en longueur, signé, colophons de Qiu Yuan, Ke Qiusi, etc.
  - Une poule et cinq poussins, signé.
  - Hibiscus, feuille d'album, cachet du peintre.
  - Coq, poule et trois poussins, signé.
- Shanghai:
  - Bambou, rochers et oiseaux, daté 1344, rouleau en hauteur, encre sur papier.
- Taipei (Nat. Palace Mus.):
  - Rencontre d'amis dans un pavillon sous les pins, daté 1299, rouleau en hauteur, encre sur soie.
  - Oiseaux sur un jeune pêcher et bambous, daté 1356, signé.
  - Deux oies sauvages dans les roseaux sur la rive.
- Tōkyō (Musée Nezu, « web »(Archive.org • Wikiwix • Archive.is • Google • Que faire ?) ):
  - Pêcher et perruche.